# Estádio Oreste Granillo
O Estádio Oreste Granillo é um estádio de futebol situado na cidade de Reggio Calabria, Itália. É o estádio da equipa Reggina Calcio.

## História
O estádio foi construído em 1999 nas fundações do antigo estádio Comunale e tem capacidade para 27.763 espectadores.